# 費斯特斯 (密蘇里州)
費斯特斯（英語：Festus）是位於美國密蘇里州傑佛遜縣的城市。

## 人口
根據2020年美國人口普查的數據，費斯特斯的面積為15.29平方千米，皆為陸地。當地共有人口12706人，而人口密度為每平方千米831人。